# 高橋朋恵
高橋 朋恵（たかはし ともえ、1994年9月21日 - ）は、長崎県出身の女子競輪選手。日本競輪選手会東京支部所属（当初は長崎支部所属）、現在のホームバンクは立川競輪場。日本競輪学校（当時。以下、競輪学校）第108期生。師匠は野口誠一郎（61期）。

## 経歴
中学・高校時代は陸上部に所属。高校2年時にガールズケイリンの存在を知り興味を持ち、佐世保競輪場で実際にレースを観て競輪選手を志したという。
2013年12月20日、競輪学校第108回技能試験に合格。在校競走成績は11位（0勝）。
2015年7月2日、松戸競輪場でデビューし2着。初勝利は同年8月25日の岐阜競輪場。
2019年4月5日付けで、デビューより在籍していた長崎支部から東京支部へ移籍した。
初優勝は、同年4月12日の小倉競輪場で挙げた。